# ТЕС Jamalco
ТЕС Jamalco — теплова електростанція на острові Ямайка.
В 2019-му почав роботу ямайський термінал для імпорту ЗПГ у Олд-Гарбор. Це надало можливість для спорудження неподалік додаткової теплової електростанції, яка б не лише продукувала електроенергію, але й виробляла пару для потреб бокситового заводу Jamalco (останній вже мав теплоелектростанцію потужністю 11 МВт, розраховану на використання нафти). Проект реалізувала компанія New Fortress Energy, якій належить зазначений ЗПГ-термінал.
У 2020-му ТЕС Jamalco ввели в експлуатацію. Вона має дві газові турбіни Siemens SGT-800 загальною потужністю 100 МВт, відпрацьовані якими гази живлять два котли-утилізатори. Останні здатні покривати 40 % потреб бокситового заводу в парі.